# Патлай, Анастасия Викторовна
Анастасия Викторовна Патлай (род. 6 октября 1975, Ташкент, СССР) — российский режиссёр и актриса.

## Биография
Окончила Ташкентский театральный институт (г. Ташкент), Мастерскую режиссуры документального кино и документального театра Марины Разбежкиной и Михаила Угарова, Школу театрального лидера (Центр им. Мейерхольда).
Куратор фестиваля документальных проектов «Охота за реальностью» (вместе с Еленой Греминой и Заремой Заудиновой). Режиссёр-участник Театральных Альманахов в Центре им. Мейерхольда с короткими авторскими спектаклями: «Здесь был Коля» (ЦИМ, 2012), «Платье прямого силуэта отрезное по линии талии» (ЦИМ, 2012), «КОТ БЫЛ... Опыт прочтения телефонного справочника» (ЦИМ, 2013). Режиссёр-участник театрального альманаха «Мой путь» (по пьесам воспитанников Можайской подростковой колонии) - «Наказуемый обман» (Театр.doc, 2012). В 2016 - 2018 годах - куратор театральной программы Сахаровского центра. С 2024 года - одна из арт-директрис фестиваля «Любимовка» 

## Спектакли (режиссёр)
- 2022 "Мемория", о судьбе немецкой актрисы Каролы Неер, погибшей в ГУЛАГе. Драматург Нана Гринштейн. Центр имени Мейерхольда[3]
- 2020 "Танго морген, танго пли", документальный спектакль о памяти новосибирцев о Великой Отечественной войне. Драматурги Екатерина Бондаренко, Андрей Иванов. Театр "Глобус" (Новосибирск)[4]
- 2018 «Милосердие», о женщинах на Первой мировой войне по дневникам сестёр милосердия. Драматург Нана Гринштейн. Театр.док[5] [6]
- 2016 «Кантград», о послевоенном Кёнигсберге/Калининграде. Драматург Нана Гринштейн. Театр.док[7]
- 2016 «Выйти из шкафа», про каминауты и любовь без границ. Драматург Нана Гринштейн. Театр.док[8]
- 2016 «Цветаева. Гардероб», о Марине Цветаевой по дневникам, письмам, воспоминаниям. Драматург Нана Гринштейн. Театр.док[9]
- 2015 «Пушкин и деньги», про жизнь Александра Пушкина через призму его отношений с материальным миром. Драматург Нана Гринштейн. Театр.док[10]
- 2015 «Вне театра/А что, если я не буду?», свидетельский спектакль об актёрах, ушедших их профессии. Драматург Нана Гринштейн. Театр.док[11]
- 2011 «Оскорбленные чувства», по следам конфликтов между современными художниками и православными активистами. Драматурги Екатерина Бондаренко и Александр Родионов. Театр.док[12]

## Критика
Театральный критик Ольга Тараканова пишет, что Патлай "не боится острых тем, бесстрашно берется за радикальный пересмотр привычных театральных форматов".
Виталия Якимова пишет в своей статье, что работы Патлай формируются для коллективного и публичного осмысления темы спектакля. Подчеркивается необходимость прорабатывать методы режиссерской работы и актуальность исследования. Патлай сама инспирирует обсуждение, всегда вынесенное за рамки спектакля.
Инна Розова называет Патлай "неочевидной", как в плане творчества, так и в плане биографии.

## Личная жизнь
Супруг — Даниил Кислов, российский журналист, редактор.